# 榮町 (板橋區)
榮町（日语：／ Sakaechō */?）是東京都板橋區的町名，為未設丁目的單獨町名。 
板橋區全域已實施住居表示。

## 地理
位於板橋區東南部。北鄰雙葉町，東接冰川町，南連大山東町，西南通大山町，西臨仲町、中板橋。町內主要為住宅地。

## 歷史

### 地名由來
希望町繁榮發展而命名。

## 交通

### 鐵道
町內未設車站，可利用以下路線。
- 東京都交通局
  - 都營地下鐵三田線：板橋區役所前站（板橋二丁目與三丁目、仲宿）
- 東武鐵道
  - 東武東上線：大山站（大山町與大山東町）、中板橋站（彌生町與中板橋）

### 巴士
- 國際興業巴士（日语：国際興業バス）
  - 豐島醫院、榮町、板橋第九小學校
    - 赤51：行經西丘往赤羽站西口、行經陽光城往池袋站東口
    - 赤57：行經隧道往赤羽站西口、往日大病醫院

### 道路
- 東京都道420號鮫洲大山線（日语：東京都道420号鮫洲大山線）

## 施設
- 板橋區立板橋第九小學校
- 板橋區立中根橋小學校（日语：板橋区立中根橋小学校）
- 東京都健康長壽醫療中心（日语：東京都健康長寿医療センター）
- 東京都保健醫療公社豐島醫院（日语：東京都保健医療公社豊島病院）
- 東京都板橋護理之家（東京都板橋ナーシングホーム）
- 板橋區立綠色會館（日语：板橋区立グリーンホール）

## 備註
1. ↑  住民基本台帳による町丁目別世帯数及び人口表-東京都板橋区
2. ↑  板橋区教育委員会『いたばしの地名』，1995年3月，P127。